# HŽ serija 2041
HŽ serija 2041 (izvorna numeracija JŽ 642, nadimak Đuran) je dizelsko-električna lokomotiva Hrvatskih željeznica. 
Lokomotive je između 1962. i 1965. godine izgradila tvrtka Đuro Đaković po licenci francuske tvrtke Brissonneau et Lotz za potrebe tadašnjih Jugoslavenskih željeznica.
Sve lokomotive serije HŽ 2041 u posjedu su HŽ Carga te se koriste za manevriranje i vuču teretnih vlakova.

## Povijest

### Jugoslavenske željeznice
Godine 1955. Zajednica jugoslavenskih željeznica (ZJŽ) donosi odluku o osuvremenjivanju voznog parka dizelskim vučnim vozilima. Od travnja do kolovoza iste godine odrađen je niz probnih vožnji s lokomotivama njemačkih i švedskih proizvođača. Iako su lokomotive na probama dokazale velike prednosti u usporedbi s parnim lokomotivama, nijedna od njih nije odgovarala potrebama Jugoslavenskih željeznica. Godine 1956. isprobana je dizelsko-električna lokomotiva tipa Bo'Bo' francuskog proizvođača Brissonneau et Lotz, koja je zadovoljila zadane zahtjeve te je 1961. u pogonima Đure Đakovića u Slavonskom Brodu započeta proizvodnja prve domaće serije dizelskih lokomotiva, uz suradnju tvrtke Brissonneau et Lotz kao nositelja licence i dobavljača opreme.
Lokomotive serije JŽ 642 izrađene su na osnovi četveroosovinske dizelsko-električne lokomotive serije 040 DE (kasnije BB 63000) koju je tvrtka Brissoneau et Lotz iz Nantesa izgradila za potrebe Francuskih željeznica. Proizvodnja serije 040 DE započela je još 1953. godine, a do 1964. izgrađeno je ukupno 250 jedinica, koje su pretežito korištene za kolodvorsko manevriranje te vuču lokalnih putničkih i mješovitih teretnih vlakova. Lokomotive osnovne izvedbe, proizvedene u Francuskoj, također su isporučivane u Čile, Kubu, Luksemburg i Španjolsku. Osim u Jugoslaviji, lokomotive serije 040 DE građene su i u Portugalu, gdje je tvrtka Soreframe proizvela 25 jedinica, koje su isporučene Portugalskim željeznicama.
Između 1961. i 1972. u pogonima Đure Đakovića u Slavonskom Brodu proizvedeno je ukupno 104 dizelsko-električnih lokomotiva serije JŽ 642. Prva lokomotiva isporučena je ŽTP-u Skopje u lipnju 1961. godine. ŽTP-u Zagreb dodijeljene su 33 lokomotive proizvedene između 1962. i 1965. Od toga je sedam lokomotiva bilo podserije 642.0, istovjetne francuskoj inačici lokomotive serije 040 DE, dok je preostalih 26 lokomotiva u posjedu ŽTP-a Zagreb bilo podserije 642.1, koja označava modificiranu izvedbu osnovne lokomotive s rekonstruiranom upravljačnicom te ugrađenim generatorom za paru. Preostalih 71 lokomotiva isporučeno je između 1961. i 1972. pojedinim podružnicama Jugoslavenskih željeznica. U posjedu ŽTP-a Beograd nalazilo se 30 lokomotiva, ŽG-u Ljubljana dodijeljena je 21 lokomotiva, dok su ŽTP Sarajevo i ŽTP Skopje raspolagali s po 10 lokomotiva serije JŽ 642.
Prve lokomotive serije JŽ 642 u posjedu ŽTP-a Zagreb u promet su puštene 1962. godine. Lokomotive su izvorno bile namijenjene za teško manevriranje te vuču brzih, putničkih i 
teretnih vlakova na magistralnim željezničkim prugama na području cijele Hrvatske. Nakon isporuke snažnijih dizelskih lokomotiva serija JŽ 661, JŽ 663 i JŽ 664, lokomotive serije JŽ 642 najvećim će se dijelom koristiti za kolovorsko manevriranje te vuču vlakova na sporednim prugama. Godine 1988. u službi za vuču ŽTP-a Zagreb izrađeno je idejno rješenje remotorizacije dvije lokomotive serije JŽ 642, kojom bi se ugrađena snaga lokomotive s prethodnih 607 kW povećala na 750 kW.

### Hrvatske željeznice
Hrvatske željeznice naslijedile su od bivšeg ŽTP-a Zagreb ukupno 33 lokomotive serije JŽ 642, kojima je dodijeljena brojčana oznaka HŽ 2041. U siječnju 1991. lokomotiva brojčane oznake 642-172 (kasnije 2041 022) upućena je u radionicu TŽV Gredelj na remotorizaciju prema predloženom rješenju iz 1988. Modernizirana lokomotiva isporučena je Hrvatskim željeznicama 1995. godine te je u vozni park uvrštena kao nova serija lokomotive, brojčane oznake 2042 101. Rekonstrukcija nije izvedena u skladu s predloženim rješenjem, što je za posljedicu imalo smanjenje snage lokomotive pri većim brzinama. Nova izvedba lokomotive u svakodnevnoj se eksploataciji pokazala nepouzdanom, a u međuvremenu je i povučena iz aktivne službe.

#### Modernizacija u podseriju 2041.1
Lokomotive serije HŽ 2041, četrdeset godina nakon što su nabavljene, u svim svojim sastavnicama bile su zastarjele te nisu odgovarale suvremenim eksploatacijskim zahtjevima. Zbog nemogućnosti nabave odgovarajućih zamjenskih djelova, redovito održavanje lokomotiva s vremenom je postalo gotovo neizvedivo. Stoga je jedino rješenje bila temeljita rekonstrukcija i modernizacija lokomotiva serije HŽ 2041, kako bi i dalje zadovoljavale osnovne zahtjeve u pogledu sigurnosti manevriranja i vožnje, uz prihvatljive troškove rada i redovitog održavanja.
Godine 2009. pet neaktivnih lokomotiva serije HŽ 2041 upućeno je u TŽV Gredelj na rekonstrukciju i remotorizaciju. Prilikom modernizacije, od izvorne lokomotive ostali su sačuvani samo osnovni okvir, sanduk i okretna postolja, dok su ostale sastavnice u potpunosti ili najvećim dijelom izmijenjene. Zastarjeli dizelski motor izvedbe MGO V-12 zamijenjen je novim agregatom CAT 3805 B snage 745 kW, s elektroničkim upravljanjem temeljem računala. Objedinjavanjem upravljanja dizelskog motora i pomoćnih sustava u jedinstveno sučelje omogućena je precizna regulacija rada pojedinih sastavnica, čime su osigurani optimalni uvjeti rada lokomotive. Primjenom sustava automatskog pokretanja i zaustavljanja dizelskog motora smanjen je broj radnih sati praznog hoda motora, što za posljedicu ima manju potrošnju goriva te duži radni vijek pogonskog sustava. Ugrađeni predgrijač osigurava održavanje dizelskog motora na idealnoj radnoj temperaturi, čime je omogućeno pokretanje lokomotive u bilo kojem trenutku.
Lokomotivama je nakon rekonstrukcije dodijeljena nova podserija te su u vozni park uvrštene pod brojčanim oznakama 2041 101-105. Prvih pet moderniziranih lokomotiva podserije 2041.1 isporučeno je tadašnjoj HŽ Vuči vlakova 30. rujna 2010.
Nakon uspješno provedene modernizacije prvih pet lokomotiva u podseriju 2041.1, u posjedu HŽ Vuče vlakova preostalo je 12 lokomotiva izvorne podserije. Godine 2011. sljedećih pet lokomotiva podserije 2041.0 upućeno je u TŽV Gredelj na rekonstrukciju i modernizaciju. Ukinućem društva HŽ Vuča vlakova d.o.o. potkraj 2012. godine sve lokomotive serije HŽ 2041 dolaze u posjed HŽ Carga te se od tada koriste isključivo za manevriranje i vuču teretnih vlakova.
Program modernizacije u podseriju 2041.1 dovršen je u krajem srpnja 2014. godine, kad je HŽ Cargu isporučena posljednja, deseta lokomotiva brojčane oznake 2041 109. Modernizacijom je eksploatacijski vijek lokomotiva produžen za dodatnih 25 do 30 godina, a primjenom novih tehnoloških rješenja povećana je pouzdanost lokomotive, uz istovremeno smanjenje troškova rada i održavanja. Lokomotive podserije 2041.1 pogodne su za teško manevriranje i vuču lakših teretnih vlakova, a zahvaljujući osovinskom pritisku od 16,5 t i dalje mogu prometovati na sporednim i industrijskim kolosijecima.

## Tehničke značajke
Lokomotive ove podserije imaju četiri osovine, pojedinačni osovinski pogon i osovinski raspored Bo'Bo'. Podserija 2041.0 opremljena je četverotaktnim dizelskim motorom s dvanaest cilindara izvedbe V tipa MGO-V12 ASHR s turbopuhalom, koji ostvaruje snagu od 607 kW. U modernizirane lokomotive podserije 2041.1 ugrađen je četverotaktni dizelski motor s osam cilindara izvedbe V tipa Caterpillar 3508 B s prednabijanjem, maksimalne kontinuirane snage od 745 kW. Prijenos snage je električni i sastoji se od glavnog generatora za istosmjernu struju snage 494 kW, pobudnog generatora te četiri istosmjernih elektrovučnih motora snage 123,5 kW, od kojih su po dva smještena u svakom okretnom postolju. Kod lokomotiva podserije 2041.1 podbudni je generator izbačen i zamijenjen ispravljačem za izmjeničnu struju te pomoćnim alternatorom.
Lokomotive serije HŽ 2041 građene su za najveću voznu brzinu od 80 km/h. Opremljene su ručnom i zračnom kočnicom. Modernizirane lokomotive podserije 2041.1 dodatno su opremljene automatskom protukliznom zaštitom, zaštitom od prekomjernog napona u vučnom strujnom krugu te zaštitom od prekoračenja brzine. Do srpnja 2017. godine sve lokomotive serije HŽ 2041 opremljene su autostop uređajem, kako bi zadovoljavale uvjete za prometovanje na otvorenoj pruzi u skladu sa zakonom o sigurnosti i interoperabilnosti željezničkog sustava.
Sanduk lokomotive sastoji se od dužeg dijela oplate unutar kojeg je smješten motorni prostor, upravljačnice te kraćeg, niskog dijela oplate, koji je tvornički određen kao prednji kraj lokomotive. Lokomotive serije 2041 opremljene su dvama upravljačkim stolovima, čime je strojovođi omogućeno da mijenja svoje upravljačko mjesto ovisno o smjeru kretanja vlaka. Glavni upravljački stol okrenut je prema dužoj strani lokomotive, dok je pomoćni okrenut prema kraćoj strani lokomotive.

## Vanjski izgled lokomotiva
Lokomotive serije 2041 tijekom više od pet desetljeća službe doživjele su brojne promjene vanjskog izgleda. U početku je na lokomotivama primijenjeno standardno bojanje za dizelske lokomotive u posjedu tadašnjih Jugoslavenskih željeznica. Sanduk, krov i okvir lokomotive obojani su u tamnozelenu boju s po jednom zlatnom ukrasnom trakom na gornjem odnosno donjem rubu sanduka. Za razliku od kasnijih serija dizelskih lokomotiva, kod JŽ serije 642 natpis "Jugoslavenske željenice" u potpunosti je izostao.
Nakon osnutka Hrvatskih željeznica određena su nova službena bojanja pojedinih serija vučnih vozila. Kod dizelskih lokomotiva, sanduk i krov obojani su u tamnoplavu boju, dok su okvir, postolja i odbojnici crni. Po uzoru na ostale serije dizelskih lokomotiva, kod serije HŽ 2041 primijenjuje se nova, izmijenjena inačica ukrasnih traka, koje su srebrne i svjetloplave boje te prolaze sredinom sanduka. Novo rješenje stupa na snagu 1994. te će u godinama koje slijede biti primijenjeno na sve serije dizelskih lokomotiva u posjedu Hrvatskih željeznica. U slučaju serije 2041, jedanaest od ukupno 33 lokomotive prebojano je u novo službeno bojanje Hrvatskih željeznica, dok su preostale lokomotive sve do povlačenja iz prometa zadržale izvorno tamnozeleno bojanje sa zlatnom ukrasnom trakom. Na lokomotivi 2041 002 primijenjeno je jedinstveno pokusno bojanje, gdje su sanduk i krov obojani u srebrnu boju, dok su ukrasne trake bile plave boje.
Za lokomotive podserije 2041.1, tadašnja HŽ Vuča vlakova uvodi novo službeno bojanje, koje će se znatno razlikovati od rješenja koje se do tada primijenjivalo na dizelskim lokomotivama. Sanduk i krov obojani su u crvenu boju, dok su okvir, postolja i odbojnici crni. Novo rješenje preuzeo je i HŽ Cargo u čiji posjed lokomotive dolaze krajem 2012. te je primijenjeno je na svih deset rekonstruiranih lokomotiva podserije 2041.1, koje su isporučene između 2010. i 2014. godine.

## Stanje i razmještaj
Trenutno se u inventarskom parku HŽ Carga nalazi šest lokomotiva podserije 2041.0 te deset lokomotiva podserije 2041.1. Od ukupno 17 lokomotiva serije 2041, jedanaest je u voznom stanju, dok je preostalih šest lokomotiva (isključivo podserije 2041.0) neaktivno te čeka na odluku o popravku ili prodaji.
Dizelsko-električne lokomotive serije 2041 koriste se za teško manevriranje na većim teretnim kolodvorima – Zagreb Ranžirni kolodvor, Škrljevo, Kutina, Sisak Caprag te Ploče – kao i za vuču teretnih vlakova na području cijele Hrvatske.